# Liste de bateaux corsaires français aux Antilles
 (octobre 2010).
Si vous disposez d'ouvrages ou d'articles de référence ou si vous connaissez des sites web de qualité traitant du thème abordé ici, merci de compléter l'article en donnant les références utiles à sa vérifiabilité et en les liant à la section « Notes et références ».
Cet article recense les navires français s'étant livrés à la guerre de course contre les marines anglaise et américaine dans la mer des Antilles durant la période du XVIIe au XIXe siècle.

## XVIIesiècle
- Le Cerf-volant, capturé en 1668.

## XVIIIesiècle
- L’Amour de la Patrie, goélette de 6 canons, coulé en Martinique en février 1799 par la frégate USS United States.
- La Brave, capturé.
- La Fortune, capturé en 1800.
- La Guerrière, frégate de 38 canons, capturée par les Britanniques puis par les Américains.
- La Jalouse, 8 canons, capturée en août 1798 par la frégate USS United-States.
- La Magicienne, capturée en 1799.
- La Rabatteuse, capturée en 1799 par la frégate USS Ganges.
- La Vengeance, frégate de 54 canons, capturée en 1799 par la frégate USS Constellation.
- Le Barcelo (Guadeloupe), goélette de 12 canons, montée par le capitaine Joseph Colachy et armée par Victor Hugues[1], 5 prises attestées[2] dont le brigantin américain de 165 tonnes Hannah le 20 août 1797[3].
- Le Brillant, capturé.
- Le Citoyen, capturé en 1800.
- Le Croyable, capturé.
- Le Cygne, capturé en 1800.
- Le Décade, capturé.
- Le Démocrate (Marie-Galante), capturé en 1799 par la frégate USS United States.
- L’Espérance, goélette, capturée en 1799 par la frégate USS Ganges et USS Norfolk.
- L’Ester, capturée en 1800.
- L’Eugène, capturé.
- L’Hazard, capturé.
- L’Insurgente, frégate de 36 canons, capturée vers Niévès en 1799 par la frégate USS Constellation[4].
- Le Phoenix, capturé.
- Le Sans Pareil (Guadeloupe), 10 canons, capturé en août 1798 par la frégate USS United States.
- Le Tartuffe, goélette, capturée en 1799 par la frégate USS United States.
- Le Tigre, commandé par Jean Gaspard de Vence de 1776 à 1778
- Le Trompeur, capturé en 1797 vers la Jamaïque.
- Le Vainqueur, capturé vers St.Barthélemy en 1799 par la frégate USS Ganges.
- Le Sandwich, capturé en 1798 vers Saint-Domingue.

## XIXesiècle
- La Jeune Créole, capturée en 1801.
- Le Baugourt, capturé en 1805, aurait été commandé par une femme.
- Le Vautour, capturé en 1806.